# Vautorte
Vautorte é uma comuna francesa na região administrativa da Pays de la Loire, no departamento de Mayenne. Estende-se por uma área de 23,64 km². Em 2010 a comuna tinha 610 habitantes (densidade: 25,8 hab./km²).